# لويس رافاييل سانشيز
لويس رافاييل سانشيز (بالإنجليزية: Luis Rafael Sánchez)‏‏ (17 نوفمبر 1936 - ) روائي، وكاتب مسرحي من الولايات المتحدة.

## الجوائز
- زمالة غوغنهايم

## روابط خارجية
- لويس رافاييل سانشيز على موقع IMDb (الإنجليزية)